# 马欣达·拉贾帕克萨
马欣达·拉贾帕克萨（1945年11月18日—）是一位斯里兰卡政治人物，僧伽羅族，信奉佛教，2002年2月被任命为斯里兰卡自由党领袖。2004年4月2日，其黨“统一人民自由联盟”在2004年斯里兰卡大選获胜；2004年4月6日，他首次当选为斯里兰卡总理。2005年11月18日，当选为斯里兰卡总统；2015年1月，因敗選而下台。2019年11月，由於勝選再度擔任總理；2022年5月9日，因經濟崩潰危機爆發全國示威而辞职。

## 生平
拉贾帕克萨出生于斯里兰卡南部的汉班托塔，他的家庭在政治上活跃，他的父亲是议会议员，在维贾雅南达·达哈纳亚克内阁里任部长。拉贾帕克萨在首都科伦坡上大学。他父亲死后，年仅24岁的拉贾帕克萨作为自由党候选人被选入议会。后来他在斯里兰卡法学院上学，于1977年宣誓成为律师。他在1977年议会选举中落选后至2001年，除了政治工作外还以律师为职业。
1994年议会选举中自由党带领的“人民联盟”获胜，拉贾帕克萨成为劳工部长，后来改任渔业和水资源部长。2001年统一国民党在选举中获胜，拉贾帕克萨退出内阁，但是在次年当选为反对党领袖。2004年人民自由联盟在选举中获胜，同年4月6日被选为总理。

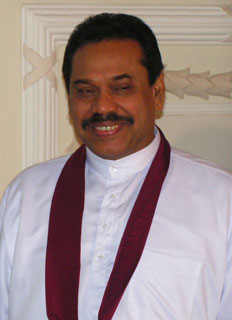
2006年拉贾帕克萨

2005年11月17日，他在总统大选中以50.33%的选票战胜拉尼尔·维克勒马辛哈，继钱德里卡·班达拉奈克·库马拉通加成为斯里兰卡总统。2015年1月9日，在总统大选中以48.72%的选票败给邁特里帕拉·西里塞納而下台。
2018年10月26日，总统西里塞纳解除了拉尼尔·维克勒马辛哈的總理職務且解散他的内阁，並任命親中立場的前总统马欣达·拉贾帕克萨為新任總理；此举引发了宪法危机。总统西里塞纳说是因為一個意圖暗殺他的計畫，因此決定解除總理维克勒马辛哈的職務。對此與维克勒马辛哈同屬聯合國家黨的國會議員指控中國意圖從背後主導斯裡蘭卡的政權轉移，但中國否認這種說法。斯里兰卡议会议长贾亚苏里亚在10月28日表示维克勒马辛哈仍是合法的总理。

## 結束內戰
拉贾帕克萨是一名社会主义者，他反对泰米爾叛军的自主要求，支持单一制，主張擴大總統的權力。他上任后宣布与泰米爾伊拉姆猛虎解放組織谈判，并重新考虑2002年达成的很不稳定的停火，与此同时他决定采取武力来解决国家的分裂，与原军国主义斯里兰卡民族主义的人民解放阵线結盟。
斯里兰卡陆军最终获得全胜，韦卢皮莱·普拉巴卡兰和其他泰米尔伊拉姆猛虎解放组织领导人被杀，2009年5月19日马欣达·拉贾帕克萨宣布为时26年的斯里兰卡内战结束。联合国估计在这次主攻过程中共有约7000名平民丧生，一名泰米尔领导人则称上万人。一名前联合国驻斯里兰卡发言人则估计死亡平民人数共达四万人。拉贾帕克萨在此前没有屈服法国和英国外长贝尔纳·库什内和戴维·米利班德要求维持停火的压力。他称这个建议为开玩笑，并要求法国和英国首先反省一下他们自己（在伊拉克和阿富汗）的行为，然后再到别处去找过错。他不需要西方的教导。拉贾帕克萨本人与中国、巴基斯坦和伊朗关系密切。

## 連任爭議
2010年1月26日提前进行的总统选举中拉贾帕克萨获得57.88%的选票，因此可以继续任职六年。他的对手統一國家黨兼前軍人萨拉特·丰塞卡获得40.15%的选票。丰塞卡谴责拉贾帕克萨作弊，但是没有提供任何证据。泰米尔人谴责拉贾帕克萨在内战中侵犯了人权，但是决定给予拉贾帕克萨一段时间来改善两个民族之间的关系。
2010年2月8日丰塞卡因阴谋罪被捕。次日拉贾帕克萨宣布提前议会选举。在4月8日的议会选举中他的党获得了多数席位。9月8日共225席的斯里兰卡议会以161:17以及许多弃权票的三分之二多数通过了一项宪法修改，允许总统多于两次联任。反对党指责拉贾帕克萨在议会中通过贿赂和威胁获得了这个多数。丰塞卡称拉贾帕克萨想要设立一个独裁政體。11月19日拉贾帕克萨宣誓就任他的第二任。

## 私人生活
拉贾帕克萨已婚，有三个儿子。他的家庭在斯里兰卡政坛上很顯要。他的一名弟弟任国防部长，另一名任外交部长，他的长子是议会议员。